# کافه کرما
کافه کرما به دو مدل نوشیدنی مختلف قهوه اشاره دارد:
- نام قدیمی اسپرسو (دهه‌های ۱۹۴۰ و ۱۹۵۰).
- یک نوشیدنی لانگ اسپرسو که عمدتاً در آلمان، سوئیس و اتریش و شمال ایتالیا (دهه ۱۹۸۰ به بعد)، در امتداد مرز ایتالیا/سوئیس و ایتالیا/اتریش سرو می‌شود.[۲] در آلمان به‌طور کلی به عنوان "Café Crème"[۳] یا فقط "Kaffee" شناخته شده و به‌طور کلی به‌صورت پیش فرض قهوه سیاه سرو می‌شود، مگر اینکه دستگاه فیلتری وجود داشته باشد.

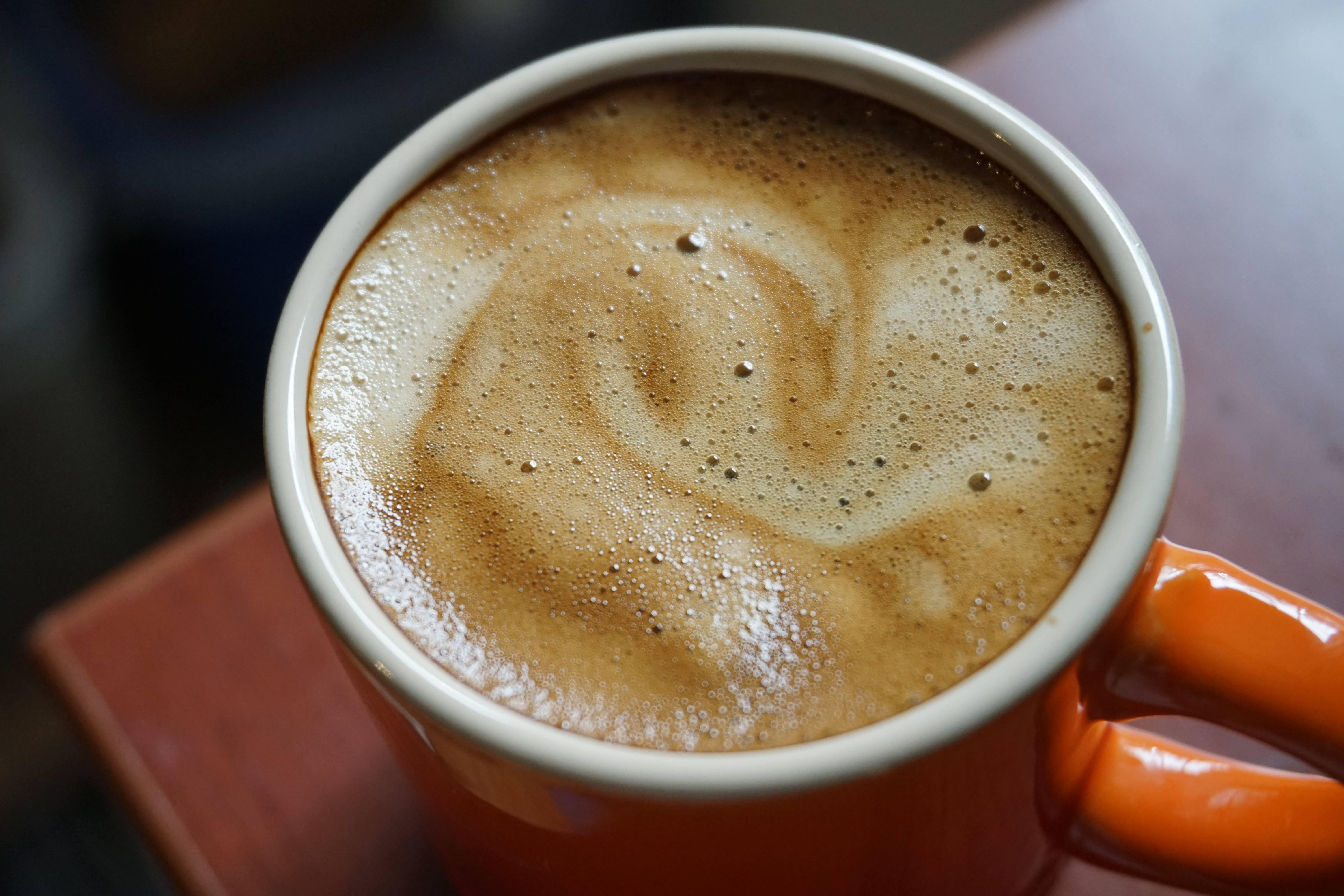
فوم کرما می‌تواند رنگ‌ها و ظاهرهای مختلفی به خود بگیرد.